# Шамшурин, Василий Григорьевич
Васи́лий Григо́рьевич Шамшу́рин (2 февраля 1920, дер. Красноярск, Вятская губерния — 18 ноября 1942, Дзуарикау, Северная Осетия) — гвардии младший лейтенант Советской Армии, участник Великой Отечественной войны, Герой Советского Союза (1943, посмертно). Пилот 7-го гвардейского штурмового авиационного полка, 230-я штурмовая авиационная дивизия, 4-я воздушная армия, Закавказский фронт.

## Биография
Родился в деревне Красноярск в семье крестьянина. Удмурт. Окончил воткинский машиностроительный техникум и аэроклуб. Работал техником-технологом на воткинском машиностроительном заводе.
В Красной Армии с 1939 года. Окончил Пермскую военную авиационную школу пилотов в 1940 году. На фронтах Великой Отечественной войны с мая 1942 года, с этого времени до своей гибели младший лейтенант Шамшурин совершил 22 боевых вылета на штурмовку войск противника, уничтожив 4 самолёта, 14 танков и другую боевую технику врага.
18 ноября 1942 года при штурмовке скоплений войск противника в районе Дзуарикау направил свой подбитый зенитным огнём самолёт в гущу вражеской боевой техники.

## Награды
Указом Президиума Верховного Совета СССР от 8 февраля 1943 года Шамшурину Василию Григорьевичу посмертно присвоено звание Героя Советского Союза с вручением ордена Ленина и медали «Золотая Звезда».
Награждён орденом Ленина.

## Память
- В деревне Красноярск был памятник герою.
- В селе Киясово установлен обелиск[2].
- В Киясовском районе ежегодно проводятся лыжные соревнования на приз его имени[3].

## Комментарии
1. ↑  Выселок Красноярский (деревня Красноярск), находившийся примерно в 3 км северо-западнее села Киясово, входил в состав Киясовского сельсовета, не сохранился; ныне — урочище в Киясовском районе Удмуртии[1].